# こちら第三社会部
『こちら第三社会部』（こちらだいさんしゃかいぶ）は、2001年10月8日から12月17日まで毎週月曜20:00 - 20:54（JST）に、TBS系「ナショナル劇場」枠で放送された日本のテレビドラマ。主演は渡辺謙。
通称『こち三』。ナショナル劇場としては1969年の「S・Hは恋のイニシァル」以来32年ぶりの現代を舞台とした社会派ドラマである。
2013年6月24日から7月8日まで、BS-TBSの「奥さま劇場」枠にて再放送。

## 概要
原作：大谷昭宏、作画：大島やすいちの『こちら社会部』（講談社 ミスターマガジンKC）が原作であるが、後作の『こちら本池上署』と同じく、ドラマオリジナルのエピソード・キャラクターをふんだんに採り入れており、原作からの引用は大雑把なあらすじのみに留まっている。また、原作では読売新聞大阪本社・読売新聞東京本社がモデルとされているが、ドラマでは朝日新聞東京本社が制作協力しており、社主の存在や経営面の描写など実際の同社に則ったものとなっている。

## あらすじ
全国紙大手の日本中央新聞東京本社。ここの社会部は、「第一」と「第三」に部署が分かれており、スクープ性が要求される第一社会部とは相反して、第三社会部は暮らしに関わる時事ネタなどを取り扱う、ぐうたらな記者が集う落ちこぼれ・お荷物的な部署とされた。しかし、本社の命で第三社会部デスクに着任した清水が記者の面々に檄を飛ばし、全員の士気が上がってくると、第一社会部や他紙では取り上げていない不可解な事件やトラブルなどと接点を持つようになり、時間をかけた緻密な取材を通じて、読者や社会に対して問題提起する形態の記事を掲載し、次第に反響が広がっていく。

## キャスト

### 日本中央新聞

#### 第三社会部
清水治郎〈41〉
演 - 渡辺謙
デスク。愛称はジロ長。落ちこぼれ部員たちを率いる。5年前に妻を亡くし、家庭では娘二人に振り回されている。
工藤瞬兵〈28〉
演 - 萩原聖人
協調性ゼロで、自分の感性しか信じない頑固者。
山口林檎〈22〉
演 - 酒井美紀
新人記者。治郎の馴染みの居酒屋「三太郎」の一人娘。
秋田大〈32〉
演 - 石塚英彦
コネ入社のお坊ちゃま。小心者で几帳面な性格のため記者心得の七つ道具を持ち歩く。
大田原雄作〈23〉
演 - 坂口憲二
新人記者。スクープを書きたいが、空回りすることが多い。瞬兵とは馬が合う。
韮崎美佐枝〈40〉
演 - 戸田恵子
あらゆる情報を素早く集めるエキスパート。抜群の記憶力の持ち主。

#### 第一社会部
岩崎庸介〈42〉
演 - 京本政樹
第一社会部の有能なデスク。治郎と同期で、お互いを理解しあっている。しかし、事件は常にシビアな視点で見据えている。
都築裕子〈32〉
演 - 麻生祐未
敏腕記者。かつて治郎の元で徹底的に腕を磨いた。貪欲に特ダネを追っている。
仁平武志
演 - 細川茂樹
岩崎デスク直属の部下。エリート意識が強く第三社会部に見下した態度をとっている。
小泉聖子
演 - 今村雅美（第6話 - ）
新潟支局から第一社会部へ転属してきた記者。

#### 他の関係者
水村平八郎〈61〉
演 - 津川雅彦
社会部部長。第三社会部を立て直そうと“鬼の治郎長”を地方から呼び戻した。“仏の治郎長”への変貌ぶりに驚く。
毛利晋一郎〈88〉
演 - 森繁久彌
社主。飼い犬はラブラドール・レトリーバー（毛色はチョコレート）7話に登場。この犬は渡辺謙の愛犬で名前はハリー。テレビドラマ初主演。ハリーは番組HPのマスコットとしても活躍した。

### ジロ長の家族
清水香苗
演 - 飯田圭織
ジロ長の娘。長女。
清水有紀
演 - 加護亜依
ジロ長の娘。次女。
中山文乃
演 - あいはら友子
ジロ長の亡くなった妻の姉。中山クリニック院長。

### 林檎の家族
山口三太郎
演 - 西田健
居酒屋「三太郎」の店主で林檎の父。血縁関係は無い。
山口和歌子
演 - 伊藤榮子
林檎の母。血縁関係は無い。

### ゲスト
第1話「カムバック」
- 吉住為茂 - ベンガル
- 野島哲史（グリーンエンジェル（若者のボランティアグループ）のサブリーダー） - 高橋一生
- 橋詰多香子（和樹の彼女） - 浅井江理名
- 二宮和樹（グリーンエンジェルのリーダー） - 小柴亮介
- 長寿大運動会参加者 - 横山あきお
- 目黒邦彦（グリーンエンジェルの隊員） - 金子貴俊
- 二宮（和樹の父） - きだつよし
- 吉田浩行 - 小川信行

第2話「報道協定」
- 村西洸一（銀行の融資課長） - 佐戸井けん太
- 村西久美（村西の妻） - 宮田早苗
- 刑事 - 田中要次
- 山倉（捜査一課刑事） - 丸岡奨詞
- 福原文夫 - 橋本さとし
- 飯塚隆夫 - 朝倉伸二
- 会社社員 - 竹本純平
- 丸井修 - 市原清彦

第3話「花嫁と痴漢」
- 谷中茂子（谷中の妻） - 朝加真由美
- 谷中みのり（谷中の娘） - 柴田かよこ
- 谷中今朝次（ホームレス） - 森下哲夫
- 斉藤良臣（斉藤の息子） - 藤田哲也
- 斉藤（斉藤土木興業 社長） - 山野史人
- 黒崎ちづこ - 小崎友里衣
- 番哲也

第4話「老母と口紅」
- 神崎浪江（宗吉の妻） - 草村礼子
- 神崎宗吉 - 織本順吉
- 爆弾犯 - 掛田誠
- 痴漢の被害者 - 宮澤美保
- コンビニ強盗 - やべけんじ
- 神崎卓郎 - 工藤潤矢

第5話「疑惑の愛娘」
- 大原伸吾（萌の父・救命救急士） - 斎藤洋介
- 大原萌（ケーキ屋の店員） - 建みさと
- 上田恵子（萌の親友） - 松下好
- 山倉（捜査一課刑事） - 丸岡奨詞
- 消防所長 - 三田村賢二
- 中島（ホスト） - 合田雅吏

第6話「幽霊電話」
- 小倉（シルビア女学院 化学教師・写真部顧問） - 布川敏和
- 菊原芽衣（シルビア女学院 生徒） - 吉野紗香
- 島田沙織（シルビア女学院 生徒・写真部） - 樋口永奈
- 記者 - 森富士夫
- 高松あい、三国由奈、鈴木一功

第7話「幻の同窓会」
- 室井正和（西島区役所福祉課 課長） - 石田太郎
- 谷口力（料理評論家） - 峰岸徹
- 佐田秀之（「リストレンテ・ロッジオーネ」オーナーシェフ・韮崎美佐枝の同級生） - 加藤善博
- 皆沼道子（生活保護受給者） - 岩本千春
- 佐田の妹 - キムラ緑子

第8話「絆の紙芝居」
- 平沢深雪（視覚障害者） - 前田亜季
- 深浦丈三（毛利晋一郎の知り合い・元紙芝居屋で現在骨董品屋） - 坂上二郎
- 平沢佳乃（深雪の母・深浦の実娘） - 金久美子
- 老人ホーム「ふれあいホーム」職員 - 山村紅葉
- 河村頼之（深浦を紙芝居屋にした人物・戦時中の深浦の上司） - 守田比呂也

第9話「結婚サギ師」
- 城島（本名「田中正夫」） - 高知東生（子供時代：有岡大貴）
- 正夫の母（甘味処「小春日」経営者） - 岩本多代
- 平野淳美 - 時任歩

第10話「謎の神隠し」
- 江口朝美（工藤瞬兵の元彼女） - 安永亜衣
- 野田元（野菜農家） - 坂本あきら
- 大原（朝美の母） - 工藤明子
- 刑事 - 石井洋祐
- 江口（朝美の夫） - 野沢トオル

最終話「伝説の笑顔」
- 田沼トヨ - 千石規子
- 永島翔子（サッカー少女・清水有紀の同級生） - 中浜奈美
- 藤堂猛（藤堂建設 社長） - 上田耕一
- 田沼耕太（トヨの息子） - 石田登星
- 重田光二（藤堂建設 部長） - 坂田雅彦
- 真希（サッカー少女） - 大久保綾乃
- サッカー少女 - 橘綾乃

## スタッフ
- 脚本：今井詔二、吉田弥生、大久保昌一良、いずみ玲
- 演出：中村金太、清弘誠、黒沢淳
- 主題歌：大黒摩季「雪が降るまえに」（東芝EMI）[5]
  - エンディングでは同曲が1コーラス流れた後、主人公が「がんばろう。」と言って締めていた。
  - ただし、最終回では「がんばろう。」と言った後、「がんばろーっ!!」と絶叫して終了した。
- 技斗：宇仁貫三
- 技術協力： フォーチュン
- プロデュース：森下和清
- 製作：TBS、テレパック

## 放送日程
| 各話                                                           | 放送日         | サブタイトル | 脚本         | 演出     | 視聴率 |
| -------------------------------------------------------------- | -------------- | ------------ | ------------ | -------- | ------ |
| 第1話                                                          | 2001年10月8日  | カムバック   | 今井詔二     | 中村金太 | 13.0%  |
| 第2話                                                          | 2001年10月15日 | 報道協定     | 今井詔二     | 中村金太 | 10.8%  |
| 第3話                                                          | 2001年10月22日 | 花嫁と痴漢   | 今井詔二     | 清弘誠   | 11.6%  |
| 第4話                                                          | 2001年10月29日 | 老母と口紅   | 吉田弥生     | 清弘誠   | 11.2%  |
| 第5話                                                          | 2001年11月5日  | 疑惑の愛娘   | 大久保昌一良 | 中村金太 | 11.7%  |
| 第6話                                                          | 2001年11月12日 | 幽霊電話     | 吉田弥生     | 中村金太 | 11.7%  |
| 第7話                                                          | 2001年11月19日 | 幻の同窓会   | 今井詔二     | 黒沢淳   | 10.0%  |
| 第8話                                                          | 2001年11月26日 | 絆の紙芝居   | 大久保昌一良 | 黒沢淳   | 09.6%  |
| 第9話                                                          | 2001年12月3日  | 結婚サギ師   | いずみ玲     | 黒沢淳   | 10.7%  |
| 第10話                                                         | 2001年12月10日 | 謎の神隠し   | 吉田弥生     | 中村金太 | 11.7%  |
| 最終話                                                         | 2001年12月17日 | 伝説の笑顔   | 吉田弥生     | 中村金太 | 10.4%  |
| 平均視聴率 11.3%（視聴率はビデオリサーチ調べ、関東地区・世帯） |                |              |              |          |        |